# Alternatieve Elfstedentocht
Een alternatieve Elfstedentocht is een schaatswedstrijd voor Nederlandse schaatsers, die 's winters buiten Nederland gereden wordt. Het dient als alternatief voor de Friese Elfstedentocht die door het Nederlandse klimaat niet elk jaar kan worden gereden. De normale lengte van de alternatieve Elfstedentocht is 200 km.

## Geschiedenis
Omdat de Nederlandse wateren niet meer zo gemakkelijk dichtvriezen, gingen vele mensen op zoek naar alternatieven in het buitenland. Het idee voor de Alternatieve Elfstedentocht komt bij de Amsterdammers Aart Koopmans en André Koornstra, voorzitter van de hardrijdersclub Amsterdam, vandaan. Koornstra was begin jaren '70 de grote promotor van marathonschaatsen op het kunstijs van de Jaap Edenbaan in Amsterdam. Zij organiseerden in diverse landen een alternatieve variant en Koopmans was de oprichter van de Stichting Wintermarathon, die in 2010 in de Alternatieve Elfstedentocht Weissensee AEW opging.
De eerste 200 kilometer werd in 1974 in het Noorse Lillehammer geschaatst met steun van De Telegraaf en Heineken, maar een jaar later was het ijs daar onbetrouwbaar, waarna Koornstra en Koopmans geschikt ijs in het Finse Lahti vonden. Daar werd de race een paar jaar na elkaar op verschillende meren gehouden. De organisatie ging van 1983 tot 1985, toen nog onder de naam Stichting Wintermarathon SWM de oceaan over en werd er in Vermont en Ottawa geschaatst. In 1985 en 1986 werd het evenement in Polen georganiseerd. Tussen 2000 en 2003 werd er vier keer op Lake Akan in Japan geschaatst en in 2007 organiseerde de SWM een eenmalige Alternatieve Elfstedentocht op het Khovskolmeer in Mongolië. De AEW wordt sinds 1989 ieder jaar op de Weissensee in Oostenrijk georganiseerd. Deze tocht geniet grote bekendheid onder recreanten en wedstrijdrijders: elk jaar nemen daar duizenden deel aan een van de vier recreatieve toertochten en de wedstrijd over 200 km.

## Alternatieve Elfstedentochten
Bekende alternatieve Elfstedentochten, die worden georganiseerd, zijn:
- Alternatieve Elfstedentocht Weissensee,
- Finland Ice Marathon in Finland en
- de tocht op het Reschenmeer
- de tocht op het Runnmeer bij Falun in Zweden.

Er is geschaatst in Finland, Noorwegen, Polen, Tsjechië, Zweden, de Verenigde Staten, Canada, Japan en Mongolië.

## Websites
- Alternatieve Elfstedentocht Weissensee
- Finland Ice Marathon 20.-23.2.2019